# Ala I Vespasiana Dardanorum
Die Ala I Vespasiana Dardanorum [Antoniniana] (deutsch 1. Ala die Vespasianische der Dardaner [die Antoninianische]) war eine römische Auxiliareinheit. Sie ist durch Militärdiplome und Inschriften belegt. In den Inschriften wird sie überwiegend als Ala I Dardanorum bezeichnet.

## Namensbestandteile
- Vespasiana: die Vespasianische. Die Ehrenbezeichnung bezieht sich auf Vespasian (69–79).

- Dardanorum: der Dardaner. Die Soldaten der Ala wurden bei Aufstellung der Einheit aus dem Volk der Dardaner auf dem Gebiet der römischen Provinz Moesia superior rekrutiert.

- Antoniniana: die Antoninianische. Eine Ehrenbezeichnung, die sich auf Caracalla (211–217) oder Elagabal (218–222) bezieht. Der Zusatz kommt in der Inschrift (AE 1980, 822) vor.

Da es keine Hinweise auf den Namenszusatz milliaria (1000 Mann) gibt, war die Einheit eine Ala quingenaria. Die Sollstärke der Ala lag bei 480 Mann, bestehend aus 16 Turmae mit jeweils 30 Reitern.

## Geschichte
Die Ala war in den Provinzen Moesia und Moesia inferior stationiert. Sie ist auf Militärdiplomen für die Jahre 75/78 bis 157 n. Chr. aufgeführt.
Die Ala wurde unter Vespasian, vermutlich vor 74, aufgestellt. Der erste Nachweis der Einheit in Moesia beruht auf einem Militärdiplom, das auf 75/78 n. Chr. datiert ist. In dem Diplom wird die Ala als Teil der Truppen (siehe Römische Streitkräfte in Moesia) aufgeführt, die in der Provinz stationiert waren. Weitere Diplome, die auf 92 bis 157 datiert sind, belegen die Einheit in Moesia inferior.
Die Ala nahm an den Dakerkriegen Trajans teil. Der Präfekt P. Bessius Betuinianus C. Marius Memmius Sabinus erhielt dafür von Trajan Auszeichnungen. Aus dem Diplom von 152/153 geht hervor, dass die Ala vorübergehend von Moesia inferior nach Mauretania Tingitana verlegt worden war, um an der Niederschlagung eines Aufstandes teilzunehmen.
Der letzte Nachweis der Ala beruht auf der Inschrift (CIL 6, 31164), die auf 241 datiert ist.

## Standorte
Standorte der Ala in Moesia superior waren möglicherweise:
- Arrubium (Măcin): Die Inschrift von Titus Flavius Apollinaris wurde hier gefunden.

## Angehörige der Ala
Folgende Angehörige der Ala sind bekannt:

### Kommandeure
| - [C(aius)] Mulvius Ofillius Rest[it]utus, ein Präfekt (um 70/78) (AE 1972, 148); er war auch Präfekt der Cohors I Morinorum et Cersiacorum. - Κρεπεριος, ein επαρχος - P(ublius) Baebius []: er wird auf dem Diplom von 121 als Kommandeur der Ala genannt. | - P(ublius) Bessius Betuinianus C(aius) Marius Memmius Sabinus, ein Präfekt (CIL 8, 9990); er war auch Präfekt der Cohors I Raetorum. - T(itus) Fl(avius) Apollinaris, ein Präfekt (CIL 3, 7512) |

### Sonstige
| - M(arcus) Antistius Caecina, ein Reiter (um 211/222) (AE 1980, 822) - M(arcus) Ulp(ius) Marcianus, ein Veteran und ehemaliger Gardesoldat (CIL 3, 7504) | - [Vi]ctor, ein Veteran (AE 1972, 540) |

In der Inschrift (CIL 6, 31164) sind die folgenden Angehörigen der Ala aufgeführt, die als berittene Gardesoldaten (equites singulares Augusti) ausgewählt wurden und die am 2. August 241 in Rom einen Altar errichteten:
| - Ael(ius) Bonus, ein Duplicarius - Aelius Severus, ein Signifer - Aurel(ius) Diogenes - Aurel(ius) Mestrius | - Aurel(ius) Mucianus - Aurel(ius) Pistus - Aurel(ius) Sudius - Aurelius Victor, ein Turarius | - Aurel(ius) Vitalis, ein Duplicarius - Fl(avius) Bassus, ein Decurio - Fl(avius) Valens, ein Duplicarius - Iulius Faustus, ein Decurio | - Iulius Longinus, ein Tablifer - Iulius Valentinus |